# 中共中央办公厅、国务院办公厅关于中央党政机关汽车配备和使用管理的规定
中共中央办公厅、国务院办公厅关于中央党政机关汽车配备和使用管理的规定，简称关于中央党政机关汽车配备和使用管理的规定，是中共中央办公厅、国务院办公厅1989年9月6日根据《中共中央、国务院关于近期做几件群众关心的事的决定》制定颁布的法规。

## 背景
六四事件基本结束后，第十三届中共中央政治局为了应对社会普遍存在的腐败等现状而做出的《中共中央、国务院关于近期做几件群众关心的事的决定》后，中共中央办公厅、国务院办公厅1989年9月18日制定颁布的法规。